# Ливия на летних Олимпийских играх 2016
Ливия на летних Олимпийских играх 2016 года была представлен 7 спортсменами в 6 видах спорта. Знаменосцем сборной Ливии на церемонии открытия Игр стал марафонец Мохамед Хрези, а на церемонии закрытия флаг нёс волонтёр соревнований. По итогам соревнований сборная Ливии, выступавшая на своих одиннадцатых летних Олимпийских играх, вновь осталась без медалей

## Состав сборной
Академическая гребля
1. Альхуссейн Джамбур

 Дзюдо
1. Мохаммед Эль-Кависах

 Лёгкая атлетика
1. Мохаммед Хрези

 Плавание
1. Ахмад Аттеллесей
2. Даниях Хагуль

 Стрельба из лука
1. Али Эль-Грари

 Тхэквондо
- Квота 1

## Результаты соревнований

### Академическая гребля
В следующий раунд из каждого заезда проходят несколько лучших экипажей (в зависимости от дисциплины). В утешительный заезд попадают спортсмены, выбывшие в предварительном раунде. В финал A выходят 6 сильнейших экипажей, остальные разыгрывают места в утешительных финалах B-F.
Мужчины
| Соревнование | Спортсмены         | Отборочная гонка | Отборочная гонка | Отборочная гонка | Утешительный заезд | Утешительный заезд | Утешительный заезд | Четвертьфинал | Четвертьфинал | Четвертьфинал | Полуфинал     | Полуфинал     | Полуфинал     | Финал   | Финал   | Итоговое место |
| Соревнование | Спортсмены         | Заплыв           | Время            | Место            | Заплыв             | Время              | Место              | Заплыв        | Время         | Место         | Заплыв        | Время         | Место         | Время   | Место   | Итоговое место |
| ------------ | ------------------ | ---------------- | ---------------- | ---------------- | ------------------ | ------------------ | ------------------ | ------------- | ------------- | ------------- | ------------- | ------------- | ------------- | ------- | ------- | -------------- |
| одиночки     | Альхуссейн Джамбур | 3                | 7:43,85          | 5                | 1                  | 7:45,09            | 4                  | не участвовал | не участвовал | не участвовал | Полуфинал E/F | Полуфинал E/F | Полуфинал E/F | Финал F | Финал F | 32             |
| одиночки     | Альхуссейн Джамбур | 3                | 7:43,85          | 5                | 1                  | 7:45,09            | 4                  | не участвовал | не участвовал | не участвовал | 2             | 8:13,17       | 4             | 7:41,77 | 2       | 32             |

### Водные виды спорта

#### Плавание
В следующий раунд на каждой дистанции проходят спортсмены, показавшие лучший результат, независимо от места, занятого в своём заплыве.
Мужчины
| Дистанция                | Спортсмены       | Предварительный раунд | Предварительный раунд | Предварительный раунд | Полуфинал | Полуфинал | Полуфинал | Финал     | Финал |
| Дистанция                | Спортсмены       | Заплыв                | Результат             | Место                 | Заплыв    | Результат | Место     | Результат | Место |
| ------------------------ | ---------------- | --------------------- | --------------------- | --------------------- | --------- | --------- | --------- | --------- | ----- |
| 50 метров вольным стилем | Ахмад Аттеллесей |                       |                       |                       |           |           |           |           |       |

Женщины
| Дистанция          | Спортсмены    | Предварительный раунд | Предварительный раунд | Предварительный раунд | Полуфинал             | Полуфинал             | Полуфинал             | Финал                 | Финал                 |
| Дистанция          | Спортсмены    | Заплыв                | Результат             | Место                 | Заплыв                | Результат             | Место                 | Результат             | Место                 |
| ------------------ | ------------- | --------------------- | --------------------- | --------------------- | --------------------- | --------------------- | --------------------- | --------------------- | --------------------- |
| 100 метров брассом | Даниях Хагуль | 1                     | 1:25,47               | 44                    | Завершила выступление | Завершила выступление | Завершила выступление | Завершила выступление | Завершила выступление |

### Дзюдо
Соревнования по дзюдо проводились по системе с выбыванием. В утешительные раунды попадали спортсмены, проигравшие полуфиналистам турнира. Два спортсмена, одержавших победу в утешительном раунде, в поединке за бронзу сражались с дзюдоистами, проигравшими в полуфинале.
Мужчины
| Категория | Спортсмены           | 1/32 финала        | 1/16 финала            | 1/8 финала           | Четвертьфинал        | Полуфинал            | Финал                | Место |
| Категория | Спортсмены           | Соперник Результат | Соперник Результат     | Соперник Результат   | Соперник Результат   | Соперник Результат   | Соперник Результат   | Место |
| --------- | -------------------- | ------------------ | ---------------------- | -------------------- | -------------------- | -------------------- | -------------------- | ----- |
| до 60 кг  | Мохаммед Эль-Кависах | Не участвовал      | KAZЕ. Сметов П 000:100 | Завершил выступление | Завершил выступление | Завершил выступление | Завершил выступление | 17    |

### Лёгкая атлетика
Мужчины
Шоссейные дисциплины
| Дисциплина | Спортсмен      | Время | Место | Отставание |
| ---------- | -------------- | ----- | ----- | ---------- |
| марафон    | Мохаммед Хрези |       |       |            |

### Стрельба из лука
В квалификации соревнований лучники выполняют 12 серий выстрелов по 6 стрел с расстояния 70-ти метров. По итогам предварительного раунда составляется сетка плей-офф, где в 1/32 финала 1-й номер посева встречается с 64-м, 2-й с 63-м и.т.д. В поединках на выбывание спортсмены выполняют по три выстрела. Участник, набравший за эту серию больше очков получает 2 очка. Если же оба лучника набрали одинаковое количество баллов, то они получают по одному очку. Победителем пары становится лучник, первым набравший 6 очков.
Мужчины
| Соревнование              | Спортсмены    | Квалификация | Квалификация | 1/32 финала             | 1/16 финала          | 1/8 финала           | Четвертьфинал        | Полуфинал            | Финал                | Место |
| Соревнование              | Спортсмены    | Результат    | Место        | Соперник Результат      | Соперник Результат   | Соперник Результат   | Соперник Результат   | Соперник Результат   | Соперник Результат   | Место |
| ------------------------- | ------------- | ------------ | ------------ | ----------------------- | -------------------- | -------------------- | -------------------- | -------------------- | -------------------- | ----- |
| индивидуальное первенство | Али Эль-Грари | 568          | 63           | USAБ. Эллисон (2) П 0:6 | завершил выступление | завершил выступление | завершил выступление | завершил выступление | завершил выступление | 33    |

### Тхэквондо
Соревнования по тхэквондо проходят по системе с выбыванием. Для победы в турнире спортсмену необходимо одержать 4 победы. Тхэквондисты, проигравшие по ходу соревнований будущим финалистам, принимают участие в утешительном турнире за две бронзовые медали.
Мужчины
| Категория | Спортсмены | Первый раунд       | Четвертьфинал      | Полуфинал          | Финал              | Место |
| Категория | Спортсмены | Соперник Результат | Соперник Результат | Соперник Результат | Соперник Результат | Место |
| --------- | ---------- | ------------------ | ------------------ | ------------------ | ------------------ | ----- |
| до 58 кг  |            |                    |                    |                    |                    |       |